# Olericultura
A olericultura é a área da horticultura que abrange a exploração e produção de vegetais para consumo alimentar, como verduras, legumes, tubérculos, especiarias, dentre outras como a cultura de café e cana-de-açúcar. Visa o cultivo sustentável e rotativo de culturas vegetais. Considera-se uma atividade econômica arriscada para o produtor rural que necessita o uso de sistema convencional, uma vez que as plantações ficam expostas a eventos climáticos e empestações, prejudicando na produção e comércio.

## Aliáceas
- Cebola
- Alho
- Alho-francês
- Chalota
- Cebolinho
- Cebolinha comum

## Solanáceas
- Batata
- Tomate
- Pimentão
- Beringela
- Pepino doce

## Apiáceas
- Cenoura
- Pastinaca
- Aipo
- Salsa
- Coentro
- Funcho
- Cerefólio
- Levístico
- Angélica
- Alcarávia
- Anis
- Aneto
- Cominho
- Jiparaná

## Cucurbitáceas
- Melão
- Pepino
- Melancia
- Abóboras e aboborinhas

## Fabáceas
- Ervilha
- Fava
- Feijão-verde

## Lamiáceas
- Hortelãs
- Tomilho
- Orégano
- Manjerona
- Manjericão
- Alfazemas
- Salva
- Alecrim
- Segurelha
- Erva-cidreira
- Hissopo

## Palmáceas
- Palmito
- Pupunha
- Palmeira imperial
- Buriti
- Açaí

## Poáceas
- Trigo
- Centeio
- Cevada
- Aveia
- Arroz
- Sorgo
- Milheto
- Milho
- Cana-de-açúcar
- Bambu

## Asteráceas
- Alface
- Chicória
- Escarola
- Alcachofra
- Cardo-hortense
- Escorcioneira
- Estragão

## Quenopodiáceas
- Espinafre
- Beterraba de mesa
- Acelga

## Brassicáceas
- Repolho
- Couve-de-bruxelas
- Couve-flor
- Brócolos
- Couve-rábano
- Couve chinesa
- Nabo
- Nabiça
- Couve-nabo
- Rutabaga
- Rabanete
- Agrião-do-rio
- Agrião-de-horta
- Mastruço
- Rúcula